# Гумбиннен-Гольдапская операция
Гумбиннен-Гольдапская операция 16—30 октября 1944 года (Гумбинненская операция) — фронтовая наступательная операция советских войск 3-го Белорусского фронта в Великой Отечественной войне. Первая попытка советского командования разгромить восточно-прусскую группировку противника. В ходе операции советские войска прорвали несколько оборонительных рубежей, вступили в Восточную Пруссию и достигли глубокого продвижения, но разгромить противника им не удалось.

## Сложившаяся ситуация и планы сторон
К началу сентября 1944 года войска Красной Армии в ходе Белорусской стратегической наступательной операции вышли на подступы к границам Восточной Пруссии. В сентябре — октябре 1944 года основные боевые действия разыгрались севернее, где три Прибалтийских фронта проводили Прибалтийскую наступательную операцию. В Прибалтике немецкие войска оказывали исключительно упорное сопротивление и высока была вероятность попытки деблокировать только что с большим трудом и с большими жертвами заблокированную в Курляндском котле огромную группировку из состава группы армий «Север». Для срыва подобных возможных попыток была предпринята наступательная операция в Восточной Пруссии. Кроме того, полагая немецкие войска в этом районе значительно ослабленными, советское командование рассчитывало на овладение значительной частью территории Восточной Пруссии и на расчленение противостоящих войск группы армий «Центр».
3 октября 1944 года Ставка Верховного Главнокомандования приказала командующему 3-м Белорусским фронтом генералу армии И. Д. Черняховскому подготовить и провести силами фронта наступательную операцию и разгромить тильзитско-инстербургскую группировку противника, а в последующем, продвинувшись на запад на 170—180 километров, овладеть Кёнигсбергом. Фронт располагал пятью общевойсковыми армиями (5-я армия, 31-я армия, 39-я армия, 11-я гвардейская армия, 28-я армия) и 1-й воздушной армией. К началу наступления 3-й Белорусский фронт насчитывал 404 500 бойцов и 688 танков. Конфигурация фронта подсказывала решение на окружение противостоящих войск ударом вдоль реки Нарев, но полагая, что противник ожидает там нашего удара, Черняховский запланировал фронтальный удар на Кёнигсберг. Главный удар наносился смежными флангами 5-й и 11-й гвардейской армий из района Вилкавишкис (ныне Литва) в общем направлении на Гумбиннен (ныне российский анклав) и далее вдоль южного берега реки Прегель. Там же должен был вводиться в бой резерв фронта — 28-я армия. На 39-ю армию и 31-ю армию возлагалось нанесение вспомогательных ударов на флангах с целью вынудить противника свернуть оборону. В целом решение Ставки Верховного Главнокомандования на проведение глубокой операции против огромного укрепленного района силами только одного фронта без поддержки соседних фронтов было неудачным. Имелся недостаток танков и артиллерии больших калибров.
Войскам фронта противостояла 4-я немецкая армия (командующий генерал пехоты Фридрих Хоссбах) из состава группы армий «Центр» (командующий генерал-полковник Георг Ганс Рейнхардт). В состав армии входили пять корпусов (7 пехотных дивизий, две охранные дивизии, 6 народно-гренадерских дивизий, 2 кавалерийские бригады, отдельная полицейская часть «Ганнибал»). По всему фронту была заранее построена мощная система обороны из 3-х и более оборонительных рубежей глубиной до 5 километров каждый с преобладанием железобетонных сооружений (доты). Между этими рубежами были построены по 2—3 полевые оборонительные позиции. К обороне приспосабливались многочисленные реки, леса и болота, были сооружены сплошные полосы противотанковых и противопехотных препятствий. Все населённые пункты были превращены в опорные пункты, приспособленные для круговой обороны. Средняя плотность минирования составляла 1500—2000 мин на квадратный километр. Фактически вся Восточная Пруссия была превращена в огромный оборонительный район.

## Начало операции
16 октября 1944 года в 04:00 началась часовая артиллерийская подготовка по всей полосе фронта, авиация наносила бомбардировочные и штурмовые удары. В 6 часов сухопутные войска фронта перешли в наступление, нанося главный удар между Сувалками и рекой Неман (там наступали 11-я гвардейская и 5-я армии). Сражение сразу приняло крайне упорный и затяжной характер. Прорвав передовую полосу обороны, советские войска втянулись в жестокое сражение в главной полосе обороны, штурмуя многочисленные опорные пункты. Продвижение советских войск было медленным. Только к 20 октября прорыв главной полосы обороны на направлении главного удара фронта — в полосе наступления 11-й гвардейской армии (командующий генерал-полковник К. Н. Галицкий) был завершен, армия продвинулась свыше 30 километров.
18 октября войска фронта с боем перешли государственную границу и вступили на территорию Восточной Пруссии. С 18 октября по приказанию Гитлера началось формирование частей фольксштурма. Все немецкое мужское население Восточной Пруссии в возрасте от 16 до 60 лет было мобилизовано, часть спешно сформированных батальонов фольксштурма приняли участие в этих боях. 19 октября советские войска вышли к реке Писса.

## Попытки перелома и завершение операции
20 октября в полосе наступления 11-й гвардейской армии был введен в сражение ударный танковый кулак фронта — 2-й гвардейский Тацинский танковый корпус. В ходе ожесточенных боев в этот день погиб заместитель командира корпуса Герой Советского Союза полковник С. К. Нестеров. Танкисты завершили прорыв немецкой обороны, стремительно форсировали реки Роминте (река Красная) и Ангерапп (Анграпа). Передовые подразделения советских войск ворвались в город Гольдап, в котором начались упорные уличные бои и 22 октября город был полностью взят. Появилась возможность окружения и захвата Гумбиннена — бои шли уже на его окраинах. Возможность прорыва советских войск к Кёнигсбергу стала реальной. Для спасения ситуации на этом участке противником была брошены в бой снятые с других участков и полученные из резерва две танковые дивизии (5-я танковая дивизия, дивизия «Герман Геринг», свыше 200 танков) и моторизованная бригада «Фюрер», перед которыми была поставлена задача сходящимися ударами ликвидировать советский «клин», окружив прорвавшиеся части РККА.
С утра 21 октября в районе Гросс-Телльроде (ныне на территории сельсовета Ольховатка Гусевского района Калининградской области) разгорелось кровопролитное встречное танковое сражение, продолжавшееся двое суток. Танковый корпус был почти полностью окружен и во избежание его полного окружения и гибели И. Д. Черняховский приказал ему отойти на 15—18 километров. Приказ был выполнен, хотя некоторые немецкие авторы утверждают об окружении и уничтожении большей части прорвавшихся к Гумбиннену советских войск.
Занятие и оставление советскими войсками укрепленной немецкой деревни Неммерсдорф позволило нацистской пропаганде запустить сообщение о массовом убийстве немцев советскими солдатами, которое даже многие немецкие авторы полагают пропагандистским мифом.
Не привёл к успеху и ввод в бой 20 октября резерва фронта — 28-й армии. Противник ожидал её вступления в бой и действиями своих резервов к 23 октября парализовал её наступление.
22 октября после жестокого уличного боя советские войска были вытеснены в предместья Гольдапа. 23 октября советское командование прекратило попытки захватить Гумбиннен, хотя отдельные наступательные операции продолжались: в тот же день советские войска заняли Сувалки. На участке между Гольдапом и рекой Мемель до 28 октября части 3-го Белорусского фронта продолжали атаковать противника, добившись, однако, лишь частичного успеха: 25 октября советские войска после упорных боев заняли Шталлупёнен.
С 30 октября войска 3-го Белорусского фронта перешли к обороне. В ходе отдельной локальной операции 5 ноября немецкие войска полностью выбили советские части из Гольдапа.

## Итоги операции
Гумбиннен-Гольдапская операция отличалась непрерывными ожесточёнными сражениями по всей полосе фронта. Потери РККА за 14 дней сражения были велики и составили 79 527 человек, из них безвозвратные — 16 819 человек, санитарные — 62 708 человек. Наибольшие потери понесли войска 5-й армии (35 % от общих потерь фронта) и 11-й гвардейской армии (29,7 %). По немецким данным, потери советской стороны в технике были большими, Типпельскирх пишет об около 1000 уничтоженных танках и свыше 300 орудий. Но по опубликованным советским отчётным документам, безвозвратные потери в танках в этой операции составили 340—350 машин, ещё около 320 подбитых и повреждённых танков возвращено в строй войсковыми ремонтниками. Было также потеряно 130 противотанковых орудий и много другой боевой техники.
Потери противника оценивались штабом 3-го Белорусского фронта по итогам операции в 37 750 человек убитыми, 2 792 пленными, 664 танков и штурмовых орудий (из низ 32 захвачены), 691 орудие (из них 252 захвачены), 184 сбитых самолёта. В числе убитых был командир 27-го армейского корпуса генерал пехоты Гельмут Присс (Hellmuth Prieß, 1896—1944), погибший 21 октября в бою у Хасенроде, пригород Гумбиннена.
Задачи операции в полном объёме достигнуты не были, хотя в целом успех остался за советскими войсками: на фронте в 140 километров они продвинулись на 30—50 километров (с учётом отхода прорвавшихся к Гумбиннену войск), заняли свыше 1000 населённых пунктов (включая города Ширвиндт, Эйдткунен, Шталлупёнен и оставленный позднее Гольдап), прорвали на разных направлениях от одного до трёх укрепленных рубежей противника. Боевые действия были перенесены на территорию Восточной Пруссии. Против 3-го Белорусского фронта с других участков фронта и из резерва были брошены несколько дивизий и самое главное — не допущена переброска этих войск в Прибалтику для спасения немецкой группы армий «Север» (поэтому некоторые авторы предлагают рассматривать эту операцию как часть Прибалтийской стратегической наступательной операции).
По мнению военного историка М. А. Гареева, «эта исключительно сложная, противоречивая операция … по сути, стала разведывательной операцией и позволила реально выявить степень готовности (кстати, весьма высокую) немцев к ведению боевых действий на их территории. Войска получили опыт прорыва сильно укрепленной, глубоко эшелонированной обороны противника. Исходя из этого впоследствии были внесены коррективы в планы сражений на немецкой территории».
Советскому командованию стало ясно, что в Восточной Пруссии его ожидает исключительно упорное сопротивление, поэтому при подготовке Восточно-Прусской операции были запланированы одновременные действия сразу нескольких фронтов, привлечены значительные дополнительные силы артиллерии и инженерных войск.
Невыполнение войсками 3-го Белорусского фронта изначально поставленных Ставкой ВГК масштабных (и в сложившихся условиях — не реальных) задач негативно сказалось на послевоенном изучении данной операции. В первые послевоенные годы о ней лишь вскользь упоминали в научных работах. Только в 1964 году о ней появилась первая статья М. Алексеева в «Военно-историческом журнале», и в изданных в 1970 году мемуарах генерала армии К. Н. Галицкого ей была посвящена целая глава. Подробное изучение операции историками началось лишь в постсоветское время.